# Emmenomma beauchenicum
Emmenomma beauchenicum là một loài nhện trong họ Amaurobiidae.
Loài này thuộc chi Emmenomma. Emmenomma beauchenicum được miêu tả năm 1983 bởi Usher.